# Église Saint-Martin d'Osmanville
Pour les articles homonymes, voir Église Saint-Martin.
L'église Saint-Martin est une église catholique située à Osmanville, en France. Datant des XIIe et XIIIe siècles, elle est inscrite au titre des Monuments historiques.

## Localisation
L'église est située dans le département français du Calvados, dans le bourg d'Osmanville.

## Architecture
L'édifice est inscrit au titre des Monuments historiques depuis le 21 mai 1927.